# Sussex County, New Jersey
Sussex County är ett administrativt område i delstaten New Jersey, USA. Sussex är ett av 21 countys i delstaten och ligger i den nordligaste delen av New Jersey. År 2010 hade Sussex County 149 265 invånare. Den administrativa huvudorten (county seat) är Newton.

## Geografi
Enligt United States Census Bureau har countyt en total area på 1 388 km². 1 350 km² av den arean är land och 38 km² är vatten.

### Angränsande countyn
- Orange County, New York - nordöst
- Passaic County, New Jersey - öst
- Morris County, New Jersey - syd
- Warren County, New Jersey - sydväst
- Monroe County, Pennsylvania - väst
- Pike County, Pennsylvania - nordväst

### Orter
- Branchville
- Newton (huvudort)
- Sussex